# Hagryphus
Hagryphus is een geslacht van uitgestorven theropode dinosauriërs uit de groep van de Maniraptora dat leefde tijdens het Laat-Krijt, in het gebied van het huidige Utah (VS).

## Vondst en naamgeving
In 2002 werd in het kader van het Kaiparowits Basin Project, een samenwerking tussen het Utah Museum of Natural History en de University of Utah, paleontologisch onderzoek verricht in het Grand Staircase-Escalante National Monument waarbij door Michael Getty een hand werd gevonden van een oviraptorosaurische theropode. In 2003 werd de vondst wetenschappelijk gemeld.

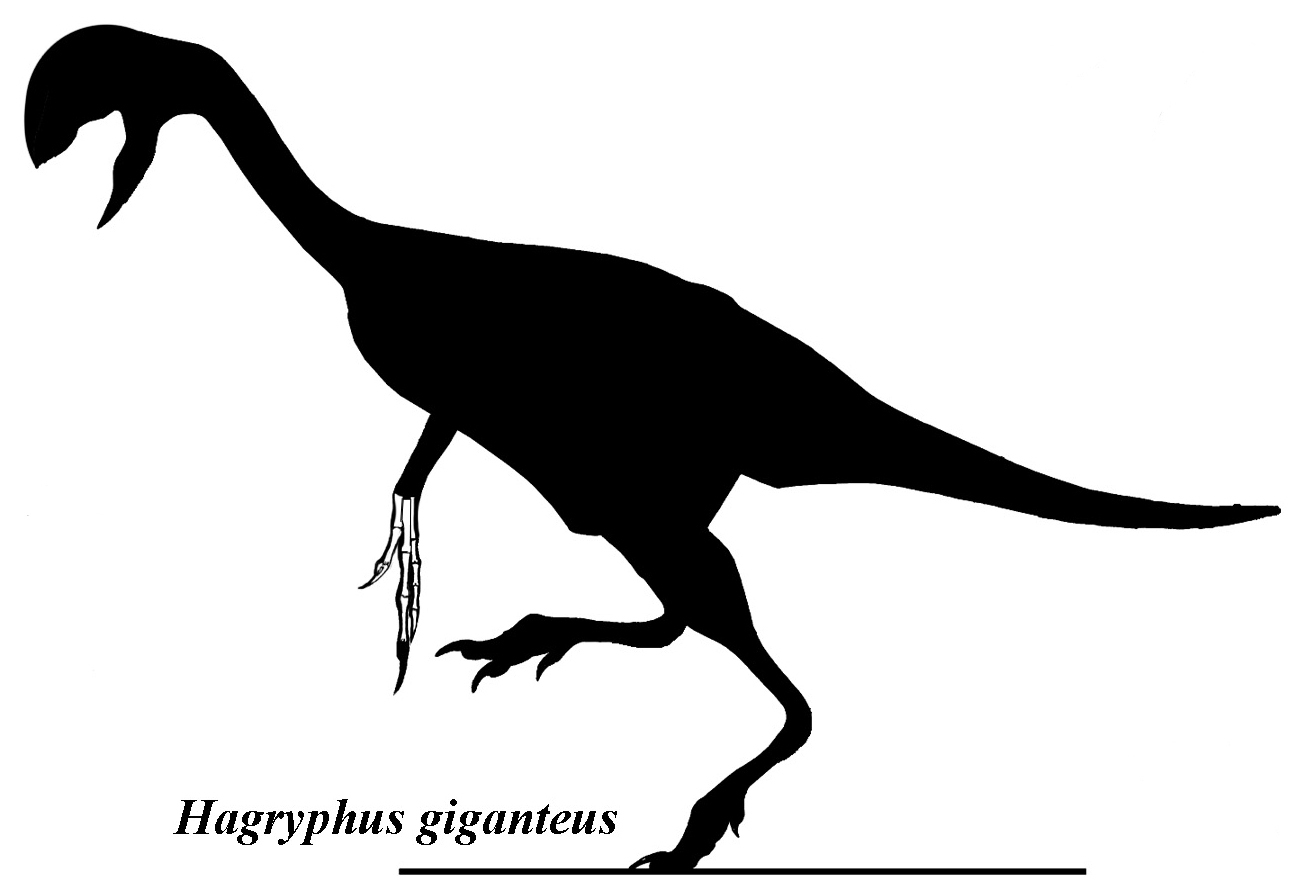
Een diagram van de bewaarde bootten door Jaime Headden

In december 2005 werd de typesoort Hagryphus giganteus benoemd en beschreven door Lindsay Zanno en Scott Sampson. De geslachtsnaam is een combinatie van de naam de Egyptische God van de Westelijke Woestijn Ha en een Neolatijnse verbastering van het Oudgrieksse γρύψ, gryps, "griffioen". De verwijzing naar de Egyptische god werd geïnspireerd door de vindplaats in een westelijke woestijn van de Verenigde Staten, door zijn vogelachtige uiterlijk en door het feit dat de hand ten dele gemummificeerd was en huidresten toonde. De soortaanduiding betekent "reusachtig" in het Latijn. Aan de ontdekking van de soort werd in april 2006 grotere ruchtbaarheid gegeven door een presentatie en een persbericht.
Het fossiel, holotype, UMNH VP 12765, is gevonden in een laag van de Kaiparowitsformatie die dateert uit het Campanien en ongeveer 76 à 75 miljoen jaar oud is. De hand werd gevonden in een zandafzetting in een kleine stroomgeul. Het bestaat uit een linkerhand, waaraan slechts de tweede klauw ontbreekt, vier polsbeenderen en een stukje van het spaakbeen. De handbeenderen lagen volledig in verband. In hetzelfde specimen en inventarisnummer zijn voetresten ondergebracht die nabij werden gevonden. Deze omvatten naast kleine fragmenten van kootjes de bovenkant van de eerste voetklauw, het tweede middenvoetsbeen, de drie kootjes van de tweede teen, een stuk van de derde voetklauw, de onderkant van het vierde middenvoetsbeen en een stuk van de vierde klauw. Van de derde handklauw is ook een afdruk in het omringende gesteente aanwezig.

## Beschrijving
Zoals de soortaanduiding al aangeeft, is Hagryphus giganteus een relatief grote oviraptorosauriër. Zanno gaf een lengte van ongeveer drie meter, nadat ze de hand vergeleek met noordelijker caenagnathide materiaal en vaststelde dat deze 30 à 40% groter was. Daarmee zou Hagryphus de grootste Noord-Amerikaanse soort zijn geweest en een van grootste soorten uit de gehele Oviraptorosauria. Het probleem met deze schatting was echter dat ze extrapoleerde vanuit de toen meestal gegeven maximumlengte van Chirostenotes van ruim twee meter, terwijl het vergeleken handmateriaal in feite van kleinere dieren afkomstig was. De hand van Hagryphus is ongeveer dertig centimeter lang en dat wijst zoals Gregory S. Paul in 2010 aangaf, zelf slechts op een lengte van ruim twee meter en een gewicht van vijftig kilogram.
De beschrijvers wisten twee onderscheidende kenmerken vast te stellen. De eerste en tweede vinger zijn robuuster dan bij de verwanten. Het eerste middenhandsbeen en het eerste kootje van de eerste vinger zijn relatief kort.
In de pols zijn rechts een radiale, links ervan een groot halvemaanvormig polsbeen en daarna een ulnare zichtbaar. Onder het laatste bevindt zich wellicht een onderste derde carpale. In de middenhand is het eerste middenhandsbeen half zo lang als het tweede en minder breed. Het derde middenhandsbeen zit er qua lengte net tussenin maar is het smalst. Zowel het eerste en derde middenhandsbeen staan onderaan van het tweede af en liggen daar meer achterwaarts terwijl ze bovenaan nauw bij de brede bovenkant van het tweede aansluiten maar meer naar buiten geroteerd zijn. Het eerste kootje van de eerste vinger is een recht element, langer dan het eerste middenhandsbeen. Het eerste kootje van de tweede vinger is zeer robuust en met een scharniergewricht met het langere tweede middenhandsbeen verbonden. Het tweede kootje is korter en smaller. De eerste drie kootjes van de derde vinger zijn korter en smaller dan die van de andere vingers. Het derde kootje is het langst, het tweede het kortst. De klauw van de eerste vinger, het tweede kootje daarvan, is zeer robuust en anderhalfmaal langer dan de klauw, of vierde kootje, van de derde vinger. De klauwen zijn sterk gekromd.

## Fylogenie
Hagryphus werd door zijn beschrijvers bij de Oviraptorosauria ondergebracht. In 2003 stelden dezelfde auteurs dat de nieuwe vondst daarbij tot de nauwere Caenagnathidae behoorde maar in 2005 zagen ze van een verdere bepaling af. Hagryphus is nooit het onderwerp geweest van een gepubliceerde kladistische analyse, vermoedelijk vanwege de beperkte resten.
Hagryphus is de zuidelijkste bekende oviraptorosauriër uit Amerika.